# Cattolica (Italia)

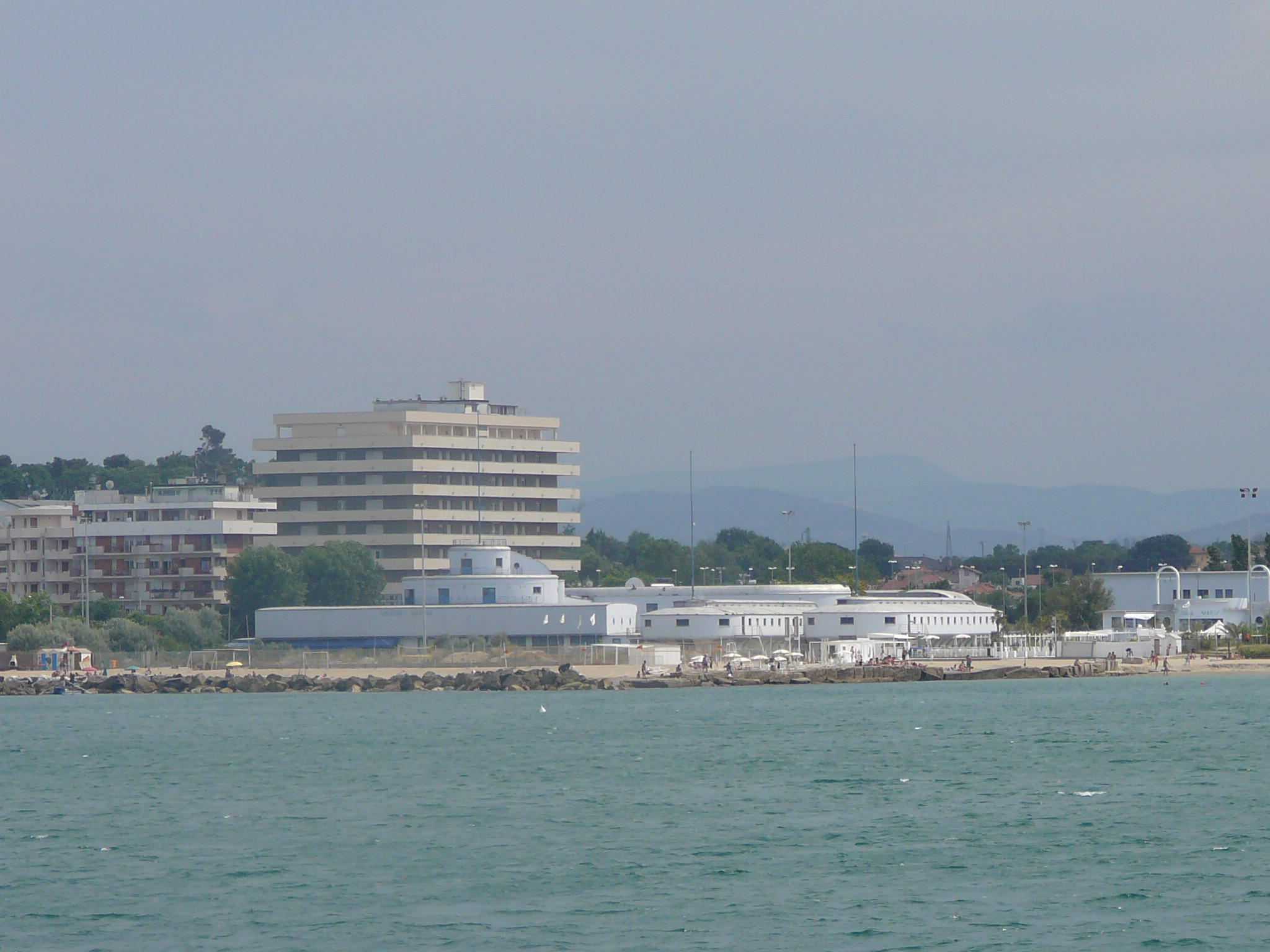
El acuario Le Navi

Cattolica es una localidad en la provincia de Rímini, en Italia. En 2008, tiene 16.183 habitantes. Excavaciones arqueológicas demostraron que ya estaba poblada en tiempos romanos. 
Uno de los primeros visitantes de la playa de Cattolica fue Lucien Bonaparte, hermano del emperador, que prefirió Cattolica al ruidoso Rímini en 1823. La localidad se convirtió oficialmente en una comuna en 1896. Al final de la Primera Guerra Mundial la industria del turismo fue la predominante.

## Sitios de interés
- Iglesia de San Apollinare (siglo XIII)
- Torre Malatesta (1490)
- Museo de la Reina con la galería S. Croce (siglo XVI)
- Atalaya
- Acuario "Le Navi"

## Demografía
| Gráfica de evolución demográfica de Cattolica entre 1861 y 2001 |
|                                                                 |
| Fuente ISTAT - elaboración gráfica de Wikipedia                 |

## Personas destacadas
- Cesare Pronti (1626-1708), pintor
- Emilio Filippini (1870-1938), pintor
- Egidio Renzi (1900-1944), víctima de la masacre de las Fosas Ardeatinas
- Domenico Rasi (1924-1944), partisano
- Vanzio Spinelli (1924-1944), partisano
- Giuseppe Ricci, diputado de 1948 al 1953 por el (PCI)
- Enrico Molari, campeón italiano de motociclismo 250cc en 1952
- Giovanna Filippini, diputado de 1983 al 1990 por el PCI
- Eraldo Pecci, futbolista de la Serie A y de la selección italiana de 1972 a 1990
- Umberto Paolucci, director de Microsoft Europa
- Vincenzo Cecchini, pintor
- Marco Simoncelli (1987-2011), piloto de MotoGP de motociclismo.
- Samuele Bersani, cantautor
- Niccolò Antonelli, piloto de Moto3 de motociclimo.

## Ciudades hermanadas
- Cortina d'Ampezzo, Italia
- Hodonin, República Checa
- Saint-Dié-des-Vosges, Francia
- Faches-Thumesnil, Francia